# Ievguêni Oniéguin
Ievguêni Oniéguin (em russo: Евгений Онегин) é uma ópera em três atos e seis cenas do célebre compositor russo Piotr Ilitch Tchaikovski (1840-1893), baseada em Eugene Onegin, romance em verso de Alexander Pushkin escrito ente 1823 e 1831 e publicado em 1831, e que é considerado por críticos e especialistas como o início da grandeza da língua russa. A ópera estreou em Moscovo em 29 de março de 1879, no Teatro Maly, com um elenco formado por estudantes do Conservatório Imperial.

## Personagens
| Tatiana (está apaixonada por Eugénio Oneguin, porém o sedutor despreza a suas manifestações afetivas)                               | soprano       |
| Senhora Larina (mãe de Tatiana e Olga)                                                                                              | mezzo-soprano |
| Olga (irmã de Tatiana e namorada de Lensky, brevemente cortejada por Eugénio Oneguin)                                               | contralto     |
| Lenski (namorado de Olga e amigo de Eugénio Oneguin, mas quando vê a sua namorada sendo cortejada por ele, desafia-o para um duelo) | tenor         |
| Eugene Onegin (amigo de Lenski, é desafiado para um duelo por flertar sua namorada)                                                 | barítono      |
| Príncipe Gremin (marido de Tatiana no terceiro ato da ópera)                                                                        | baixo         |
| Filípievna (velha serva que criou as filhas de Lárina)                                                                              | mezzo-soprano |

## Sinopse
Um amor desprezado, transformado em ardente paixão quando já é tarde. Eugene Onegin, um nobre habituado com a vida na cidade, herda de um tio distante uma propriedade rural. Diverte-se com a simplicidade da pequena aristocracia local. Ali conhece Tatiana, jovem sonhadora que nutre a alma sensível com leitura de romances e poesia. Na sua ingênua pureza, a moça não hesita em confessar seu amor por Onegin por meio de uma carta. Surpreso e invulnerável, ele lhe diz com rude franqueza que não pode corresponder a tal amor. Pouco depois, ao matar num duelo o jovem poeta Lenski, noivo de Olga, irmã de Tatiana, Onegin parte para uma longa viagem. Apenas tornado a São Petersburgo, chega a um baile num rico palácio. Ali o aguarda uma perturbadora surpresa: torna a encontrar o príncipe Gremin, amigo e parente seu, que lhe apresenta  sua mulher: Tatiana. Fascinado, Onegin compreende o seu erro. Dominado pela paixão, ele escreve uma carta a Tatiana, e ousa até entrar nos seus aposentos, implorando uma resposta. Embora ela confesse a Onegin que o ama, ela lhe diz, com firme determinação, que se tornou uma mulher e sempre será fiel ao marido, enquanto como adúltera jamais encontraria ao seu lado respeito e felicidade. Ordena-lhe que a deixe para sempre.

## Ato I

### Cena I - Jardim de Madame Lárina
Madame Lárina, uma dama da pequena nobreza russa, tem duas filhas: Olga e Tatiana. Elas têm personalidades muito diferentes uma da outra. Enquanto Olga é muito alegre, Tatiana é sonhadora e fácil a comover. Vivem em uma fazenda de propriedade da família.
Enquanto na casa as irmãs cantam um dueto, Lárina e a babá estão fazendo compota, conversando e sonhando sobre a vida, o passado e o marido falecido de Lárina. Chegam os servos contadinos para anunciar que terminaram a colheita. Lenski (um jovem poeta noivo de Olga) e Ievguêni Oniégiin, dois jovens, chegam até sua casa. Lenski apresenta o seu vizinho Oniégiin que, cansado da vida na cidade, veio procurar as distrações que o campo poderia lhe oferecer. Tatiana, cheia de fantasias românticas, apaixona-se pelo estranho homem elegante.

### Cena II - Quarto de Tatiana
Tatiana, com imaginação inflamada e sonhos impetuosos do primeiro amor por Ievguêni, decide escrever-lhe, naquela mesma noite, uma carta declarando-lhe sua paixão, e pede à babá que a entregue ao amado.

### Cena III - Outro lugar do jardim
Enquanto as raparigas colhem bagas nos arbustos, Tatiana espera ansiosa a chegada de Ievguêni para receber a resposta à carta que lhe escreveu. Ievguêni lhe diz de manera cortês, mas fria que nada pode haver entre eles porque não foi feito para a vida conjugal, e aconselha a Tatiana que aprenda a dominar-se.

## Ato II

### Cena I - Aniversário de Tatiana
Durante a festa onomástica de Tatiana, as famílias provincianas chegam para celebrar. Todos comentam o envolvimento de Ievguêni com Tatiana, imaginando o quão terrível que seria a vida de casada para ela e contando-se boatos sobre Ievguêni. Ele está irritado com as opiniões que ouviu sobre si. Para vingar-se de Lenski, que o convidou, decide provocar os seus ciúmes, cortejando Olga. Lenski, ofendido, desafia-o para um duelo. Madame Lárina e Olga tentam trazer Lenski à razão, mas seus grandes ideais românticos estão despedaçados pela traição de seu amigo e pela volúpia de sua amada.

### Cena II - O Duelo
Na manhã do duelo, Lenski pergunta-se se morrerá e se Olga virá visitar seu túmulo. Uma vez chegado Ievguêni, os dois duelistas contemplam a possibilidade de se reconciliarem. Lenski é morto por Ievguêni. 

## Ato III

### Cena I - São Petersburgo
Arrependido por ter matado seu único e melhor amigo de uma forma tão estúpida, Ievguêni desapareceu da fazenda e tentou refazer sua vida longe dali. Alguns anos depois, à idade de 26 anos, chega a São Petersburgo, e assiste a um baile, onde o príncipe Gremin, veterão das guerras napoleónicas e distante parente seu, lhe apresenta a sua esposa, que é Tatiana. Neste momento, Ievguêni se dá conta de que está apaixonado por Tatiana. A sua vida agora parece cobrar sentido.

### Cena II - Boudoir de Tatiana
Agora, Ievguêni quer que Tatiana responda uma carta em que revela o seu amor por ela. Tatiana tristemente lhe diz que embora ainda sinta por ele o amor passional platônico de menina. Agora ela é mulher, e nunca poderia encontrar felicidade e respeito com ele e diz-lhe que é tarde demais. Ela ordena que ele a deixe para sempre e afasta-se. Ele fica desesperado.